# Bekzod Abdurahmonov
Bekzod Abdurahmonov (15 de marzo de 1990) es un luchador uzbeco de lucha libre. Compitió en dos campeonatos mundiales. Consiguió un medalla de bronce en 2014. Ganó la medalla de oro en los Juegos Asiáticos de 2014 y en Campeonato Asiático de 2015. Un peleador de MMA. Su carrera profesional comenzó en 2013.